# Klondike
Klondike je rijeka u Kanadi, zlatonosna pritoka Yukona duga 160 km. Rijeka je postala slavna 1896. godine kada je u njezinoj pritoci Bonanza Creek otkriven zlatni pijesak. To je izazvalo zlatnu groznicu nalik zlatnoj groznici u Kaliforniji. U dolini Klondikea i pritoka nastala su brojna naselja tragača za zlatom i sva mitologija vezana uz njih. Populacija se značajno smanjila kada su nakon nekoliko godina iscrpljena nalazišta, iako je zlato vađeno po drugim pritokama rijeke sve do 1966. O Klondikeu je u svojim romanima pisao Jack London. 

## Zemljopisne karakteristike
Klondike izvire u Planinama Ogilvie na sjeveru kanadskog Yukona odakle teče do svog ušća u rijeku Yukon kod grada Dawsona.

## Vanjske poveznice
- Klondike na portalu Encyclopædia Britannica (engl.)